# Meall Buidhe (Knoydart)
Der Meall Buidhe ist ein 946 m (3.104 ft) hoher, als Munro und Marilyn eingestufter Berg in Schottland. Sein gälischer Name bedeutet Gelber Berg.  Er liegt auf der Westküste auf der zur Council Area Highland gehörenden Halbinsel Knoydart, gut 35 Kilometer nordwestlich von Fort William. 
Gemeinsam mit dem nordöstlich benachbarten, 939 m (3.081 ft) hohen Luinne Bheinn und weiteren, niedrigeren Gipfeln bildet der Meall Buidhe eine eigenständige kleine Berggruppe im südöstlichen Teil von Knoydart. Sie liegt etwa acht Kilometer östlich von Inverie, der einzigen größeren Ansiedlung auf Knoydart. Begrenzt wird die Berggruppe im Norden vom Gleann an Dubh-Lochain, dem Tal des River Inverie, und im Süden vom Tal des Allt Gleann Meadail, einem Nebenfluss des River Inverie. Im Südosten begrenzt das Tal des River Carnach die Berggruppe, im Nordosten stellen mehrere hochgelegene Bealachs den Übergang zu den nördlich und östlich benachbarten Bergen dar. Der Meall Buidhe ist ein komplexer und überwiegend von felsigen Strukturen geprägter Berg mit einem kurzen Gipfelgrat und zwei Gipfeln sowie mehreren Graten in alle Himmelsrichtungen. Neben dem Hauptgipfel, der am nordwestlichen Ende des Gipfelgrats liegt, besitzt der Berg noch einen 942 m (3.091 ft) hohen Südostgipfel. Nach Norden führt vom Hauptgipfel ein als Druim Torc-Choire bezeichneter, vor allem im oberen Teil felsiger und breiter Grat bis in das Gleann an Dubh-Lochain. In Richtung Westen führt ein langer Grat über den 826 m (2.710 ft) hohen Vorgipfel An t-Uiriollach, der an seinem Westende als Druim Righeanaich bezeichnet wird. Die weiteren Grate gehen vom Südostgipfel aus. Nach Südosten fällt ein kurzer felsiger Grat bis auf einen Sattel auf 755 m Höhe ab, an den sich östlich der Sgùrr Sgeithe, ein 793 m (2.602 ft) hoher Vorgipfel anschließt. Der Nordostgrat führt über einen Sattel auf etwas über 710 m Höhe zum Druim Leac a’ Shith, einem 839 m (2.753 ft) hohen Corbett-Top und zum Meall Coire na Gaoithe’n Ear, mit 801 m (2.628 ft) ebenfalls als Corbett-Top eingestuft. An den Meall Coire na Gaoithe’n Ear schließt sich ein Sattel als Übergang zum Luinne Bheinn an. Der Nord- und der Nordostgrat des Meall Buidhe umschließen das große und felsige Coireachan Leacach, das im unteren Teil zwei kleine Bergseen aufweist. Zwischen Nord- und Westgrat öffnet sich das Torc-choire, der Südost- und der Nordostgrat umfassen den weiten und flachen Talboden des Ile Coire.

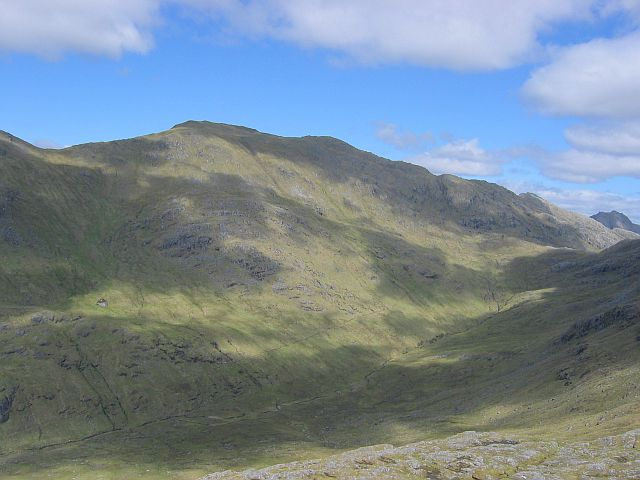
Die Südseite des Meall Buidhe, Blick von oberhalb des Gleann Meadail
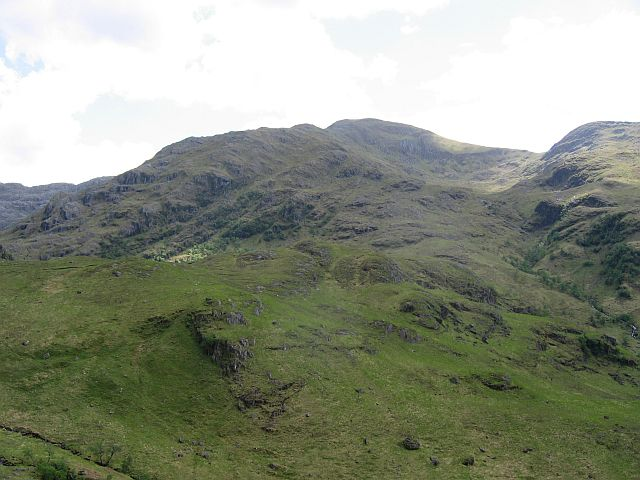
Das Torc-choire auf der Nordwestseite des Meall Buidhe
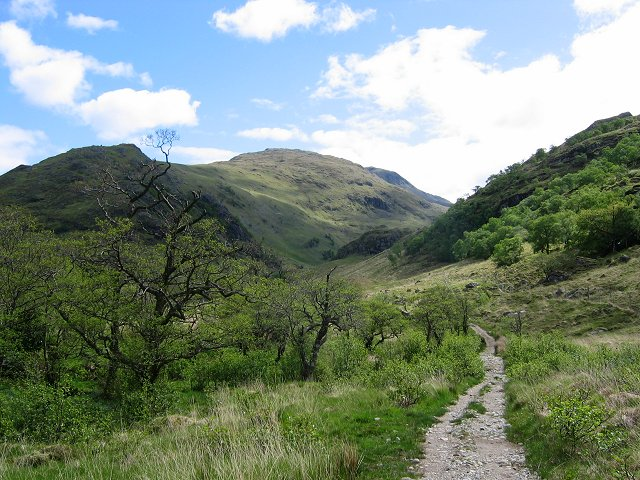
Blick aus dem Gleann Meadail von Westen auf den Druim Righeanaich, dahinter der Gipfel des Meall Buidhe
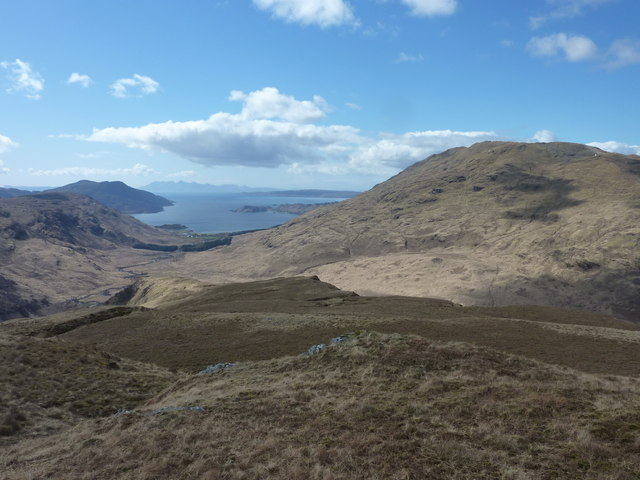
Blick vom Druim Righeanaich, dem Westgrat des Meall Buidhe, auf Loch Nevis

Durch die Lage auf der nicht an das schottische Straßennetz angeschlossenen und in weiten Teilen unbewohnten Halbinsel Knoydart zählt der Meall Buidhe zu den entlegensten und am schwersten erreichbaren Munros. Ausgangspunkt ist die kleine, nur mit Fähren von Mallaig erreichbare Ansiedlung Inverie an der Südküste von Knoydart, von dort führt ein Weg nach Osten entlang des River Inverie und in das Gleann Meadail. Von dort kann der Meall Buidhe über den Druim Righeanaich bestiegen werden. Alternativ ist auch am Talschluss des Gleann Meadail ein Zustieg über den Sattel zum Sgùrr Sgeithe und weiter über den Südostgrat zum Gipfelgrat möglich. Der Nordostgrat wird gerne von Munro-Baggern genutzt, da er den Übergang zum Luinne Bheinn herstellt. Beide Munros können gemeinsam bestiegen werden, die Tour ist aufgrund ihrer Länge und des teils rauen und weglosen Terrains anspruchsvoll.